# Schizotetranychus chiangmaiensis
Schizotetranychus chiangmaiensis är en spindeldjursart som beskrevs av Ehara och Wongsiri 1975. Schizotetranychus chiangmaiensis ingår i släktet Schizotetranychus och familjen Tetranychidae. Inga underarter finns listade i Catalogue of Life.